# Bauhinia khasiana
Bauhinia khasiana är en ärtväxtart som beskrevs av John Gilbert Baker. Bauhinia khasiana ingår i släktet Bauhinia och familjen ärtväxter.

## Underarter
Arten delas in i följande underarter:
- B. k. khasiana
- B. k. polystachya
- B. k. tomentella